# نبرد خایرونیا
نبرد خایرونیا در سال ۳۳۸ پیش از میلاد و در نزدیکی شهر خایرونیا در بوئوتیا، بین دو اتحادیه از دولت شهرهای یونان به رهبری مقدونیه و آتن انجام شد. این نبرد نقطه اوج لشکرکشی‌های فیلیپ دوم مقدونی در میانه ۳۳۹–۳۳۸ پیش از میلاد بود و به پیروزی قاطع مقدونی‌ها و متحدان آنها منجر شد.